# Cepphis kurilibia
Cepphis kurilibia là một loài bướm đêm trong họ Geometridae.